# Castillo palacio de Buadella
El castillo palacio de Buadella (en catalán castell palau de Boadella) es un monumento del municipio de Buadella de la comarca catalana del Alto Ampurdán, en la provincia de Gerona (España), declarado Bien cultural de interés nacional.

## Historia
La villa perteneció en origen al monasterio de San Martín de las Escaulas y, posteriormente al de Sant Pere de Rodes. El año 1123 fue dado en feudo al conde de Ampurias por Ramón Berenguer III. Durante el siglo XIV eran señores los obispos de Gerona. En 1321 el castillo de Buadella lo poseían Pere de Rocabertí y Ramon de Vilamarí. Los Vilamarí figuran como señores varones de Buadella hasta finales del siglo XV o comienzos del XVI.
Durante el siglo XV se hicieron importantes obras de reforma en el castillo convirtiéndolo en un gran castillo-palacio gótico. En la portada principal se encuentra una inscripción grabada donde indica el año de construcción del castillo que se conserva (1458). Desde la Sentencia Arbitral de Guadalupe (1486) los agricultores descontentos con su señor abandonaron el lugar. Posteriormente el castillo pasaría a manos de Antiguo Almogàver. En la segunda mitad del XVI era de los Albanell y, más tarde, fue propiedad de otras familias burguesas de Barcelona y Perpiñán. En el año 1785 lo compró Ignacio de Dou, barón de Palau-surroca y de Calabuig. Durante el siglo XVIII el castillo fue administrado por la próspera familia Marcé de Can Felip.

## Descripción
Está situado a levante del núcleo antiguo de la población de Buadella, junto a la iglesia de Santa Cecilia y orientado hacia la plaza de la Constitución.
El edificio consta de planta irregular, en origen formado por tres cuerpos adosados, dispuestos alrededor de un patio rectangular delimitado por un muro de cierre por el lado de levante. El cuerpo de poniente presenta la cubierta de dos vertientes, mientras que el de mediodía está cubierto por una terraza. Ambos están distribuidos en planta baja y piso. El muro de cierre orientado a la plaza presenta un gran portal de arco de medio punto adovelado, con las jambas construidos con sillares bien desbastados. Sobre suyo destaca una lápida grabada con tres escudos y una inscripción: "BN DE VILAMARI ME FECIT / ANNO DNI M CCCC L 8". El resto de paramentos exteriores presentan varias reformas de época moderna, como por ejemplo las ventanas rectangulares construidas con ladrillos. Destaca sin embargo, de la fachada occidental, una ventana biforrada con los dinteles de arcos trilobulados, las impostas decoradas con rosetas y una fina columnita en medio con capitel decorado. El interior del recinto se encuentra articulado a partir del patio. Desde este, una larga escalera construida con sillares desbastados, da acceso al piso superior del cuerpo de poniente. En la fachada orientada al patio presenta otra ventana de las mismas características que la anterior. En la planta baja, un gran arco rebajado construido en piedra desbastada da acceso a las estancias interiores, cubiertas con bóvedas de cañón divididas por arcos de medio punto adovelados. Del primer piso destaca la terraza cubierta con un tejado rehecha modernamente, sostenida por dos columnas poligonales de piedra con basamento y capitel. Dos portales de medio punto adovelados dan acceso al interior del edificio desde los extremos de la terraza. De la parte septentrional destaca la antigua sala mayor, la que conserva los grandes arcos diafragma apuntados construidos con dovelas bien cortadas, apoyados en los muros laterales de la estancia. En la parte del sur, cubierta también con los arcos apuntados de la antigua sala mayor, presenta un «festejador» de piedra en el interior. Es probable que en el ángulo nordeste del palacio se alzara una torre de planta rectangular, tal como manifiesta el paramento de sillares desbastados localizados en las esquinas del paramento del sur de la estructura, la cual aún se levanta por encima del resto de edificios de la plaza.
La construcción presenta los paramentos exteriores construidos con piedra desbastada y sin trabajar dispuesta regularmente, y ligada con mortero de cal. En el interior del recinto se conservan algunos paramentos construidos con sillares de piedra dispuestos en hiladas perfectamente regulares.